# Bứa ít hoa
Bứa ít hoa (danh pháp: Garcinia oligantha) là một loài thực vật có hoa trong họ Bứa. Loài này được Merr. mô tả khoa học đầu tiên năm 1923.